# Moderati
I Moderati sono un partito politico italiano di ispirazione centrista e liberale, radicato principalmente nella città metropolitana di Torino, nonché nel resto del Piemonte, ma presente anche in Lombardia, Emilia-Romagna, Campania e Sicilia.
L'attuale Presidente della formazione politica è Massimo Guerrini e il Segretario  è Giacomo Portas, deputato eletto come indipendente nelle liste del Partito Democratico, dal 24 settembre 2019 iscritto al gruppo parlamentare di Italia Viva.

## Storia
I Moderati sono nati il 20 dicembre 2005, con la scelta dei consiglieri regionali piemontesi Giuliano Manolino e Giovanni Pizzale di abbandonare rispettivamente Forza Italia e Italia dei Valori.
Il primo ha lungamente svolto la carica di sindaco di Pecetto Torinese; l'altro ha ricoperto l'incarico di responsabile nazionale per la Sicurezza.
Al gruppo si sono uniti anche Mauro Laus (già vicesegretario torinese del PD) e Graziella Valloggia (eletta in Regione come indipendente nel Partito della Rifondazione Comunista).
Nel suo primo anno di vita sono oltre 70 i consiglieri comunali o provinciali che aderiscono ai Moderati. Alle amministrative 2007, primo vero banco di prova, il risultato parla di 9 seggi in 4 consigli, con il maggior consenso a Moncalieri (10,01%). Il partito diviene così «la novità politica più significativa comparsa sulla scena politica» piemontese.
Per le elezioni politiche del 2008 il partito stringe un'alleanza con il Partito Democratico volta alla «costruzione di una politica riformista, attenta ai bisogni popolari, lontana dalle tentazioni populiste e massimaliste. ( [...] ) in quest'ottica i Moderati si riconoscono nel programma presentato dal PD, sostengono la candidatura di Walter Veltroni e indicano Giacomo Portas per l'inserimento nelle liste del PD per la Camera dei deputati (...) mantenendo la propria autonomia politica e organizzativa». Come previsto Portas viene eletto deputato indipendente nelle liste del Partito Democratico nella circoscrizione Piemonte 1. Tuttavia il logo del partito appariva in molte altre circoscrizioni all'interno del cartello della Lista dei grilli parlanti, dando luogo a una querelle giudiziaria.
L'alleanza Moderati-PD viene confermata il mese dopo da un incontro ufficiale tra i segretari Portas e Veltroni.
Allo stesso tempo si decide di avviare una collaborazione con il PLI.
Alle elezioni provinciali del 2009 il partito ottiene 28.329 voti, pari al 2,69% ed elegge un consigliere.
L'11 dicembre 2010 e il 5 novembre 2011 la formazione partecipa alle manifestazioni nazionali promosse dal PD.
Il 15 marzo 2012 alla Camera dei Deputati viene presentata la testata giornalistica on line Moderati e Riformisti di Centro Sinistra, il cui direttore editoriale è Giorgio Benvenuto.
Alle elezioni politiche del 2013, all'interno della coalizione di centro-sinistra, vengono presentate liste solamente in due regioni. Esse ottengono rispettivamente lo 0,09% e lo 0,41%, non riuscendo così ad eleggere nessun senatore. Viene invece rieletto alla Camera il segretario del partito Giacomo Portas, candidato nelle liste del PD.
Alle regionali piemontesi del 2014 i Moderati decidono di sostenere il candidato del centrosinistra Sergio Chiamparino, che risulterà vincitore. I Moderati col 2,5% riescono a far eleggere due loro esponenti al consiglio regionale.
Il 1º agosto 2015 il senatore Michelino Davico (ex Lega Nord e Italia dei Valori) aderisce al partito.
Il 19 maggio 2016 il deputato Aniello Formisano (ex IdV) aderisce al partito.
Il 17 giugno 2016 si costituisce nel gruppo misto alla Camera la componente Movimento PPA-Moderati, formata da Formisano e due deputati indipendenti. Portas decide però di non aderirvi e di restare nel gruppo PD. La componente si scioglie il 19 gennaio 2017.
Il 9 febbraio 2017 Formisano aderisce al gruppo Civici e Innovatori, restando comunque membro dei Moderati; tuttavia il 28 febbraio 2017 abbandona il partito per aderire ad Articolo 1 - Movimento Democratico e Progressista, il nuovo partito di sinistra nato dalla scissione del Partito Democratico.
Qualche mese più tardi anche Davico lascia i Moderati per aderire al gruppo Federazione della Libertà.
Alle elezioni politiche del 2018 i Moderati si presentano ancora inseriti nelle liste del PD. Giacomo Portas, candidato nella quota proporzionale della circoscrizione Piemonte 1 per la Camera, viene eletto come primo degli esclusi grazie alla contemporanea elezione del capolista Pier Carlo Padoan in un collegio uninominale.
Alle elezioni regionali in Piemonte del 2019 sostengono la ricandidatura del presidente uscente Chiamparino, che risulta sconfitto da Alberto Cirio della coalizione di centrodestra; i Moderati scendono così in consiglio da due seggi a uno.
Alle comunali di Torino del 2021 i Moderati con il 3,38% eleggono due consiglieri nella vittoria di Stefano Lo Russo.
A Caserta invece sostengono il sindaco uscente Carlo Marino contribuendo alla sua riconferma: la lista Moderati Insieme è il primo partito con il 12,38% e riesce ad eleggere 7 consiglieri.
In vista delle elezioni politiche del 2022 siglano inizialmente un patto per inserire propri candidati nella lista Partito Democratico - Italia Democratica e Progressista, sciogliendo però l'accordo pochi giorni dopo.
Alle regionali in Piemonte del 2024 sostengono l’uscente di centro-destra Alberto Cirio eleggendo un consigliere nella sua lista civica.

## Risultati elettorali
| Elezione       | Elezione | Voti                    | %                       | Seggi |
| -------------- | -------- | ----------------------- | ----------------------- | ----- |
| Politiche 2008 | Camera   | Nel Partito Democratico | Nel Partito Democratico | 1     |
| Politiche 2008 | Senato   | -                       | -                       | -     |
| Politiche 2013 | Camera   | Nel Partito Democratico | Nel Partito Democratico | 1     |
| Politiche 2013 | Senato   | 14.512                  | 0,05                    | 0     |
| Politiche 2018 | Camera   | Nel Partito Democratico | Nel Partito Democratico | 1     |
| Politiche 2018 | Senato   | -                       | -                       | -     |